# Каменный Ключ (озеро)
Каменный Ключ (устар. Верхнее Малое Северное) — горько-солёное озеро в России, расположено на территории Джидинского района Бурятии в 3 километрах к западу от села Белоозёрск. Площадь поверхности — 0,25 км².
Лежит в открытой местности (Боргойской степи), к северу от озера проходит региональная автодорога Р440 Гусиноозёрск — Закаменск, к югу — протекает река Холой, впадающая в озеро Верхнее Белое, и находится озеро Верхнее Малое Южное. Видимого стока нет, с северо-запада впадает безымянный ручей.
Код водного объекта в государственном водном реестре — 16030000111116300001061.